# Haagse Klok
Die Haagse Klok (Mz. Haagse Klokken, engl. hague clock, dt. Haager Uhr) ist eine Art der federzuggetriebenen Stockuhr mit Spindelgang und Pendel, die in der zweiten Hälfte des 17. Jahrhunderts in den Niederlanden, zuerst und vorwiegend in Den Haag gebaut wurde. 
Die Haagse Klok wurde unmittelbar nach Einführung des Pendels als Gangregler durch Christiaan Huygens ab 1657 vom Haager Uhrmacher Salomon Coster entwickelt. Coster war der erste Uhrmacher, der das Huygens’sche Patent auf den Pendelschwinger nutzen durfte.
Der grundsätzliche Aufbau des Gehäuses besteht in einem hochrechteckigen, an den Längsseiten verglasten Holzkasten, an dessen Vorderseite die Zifferblattplatte aus Messing in Gestalt einer verriegelbaren Tür an Scharnieren eingehängt ist. Das Werk ist an der Innenseite der Zifferblattplatte angebracht und kann so aus dem Gehäuse ausgeklappt werden. Vor der Zifferblattplatte befindet sich eine Glastür, die seitlich mit Halbsäulen oder -pfeilern verziert ist und oben einen Sprenggiebel in Form eines flachen Rundbogens trägt.
Typischerweise sind die Gehäuse völlig schwarz, mit Ebenholz oder geschwärztem Obstholz furniert, die Zifferblattplatte mit schwarzem Samt bezogen, von dem sich der, häufig in Laubsägearbeit „skelettierte“, römische Ziffernring aus Messing oder Silber, die Plakette mit der Signatur des Herstellers und sparsame gegossene Verzierungen, abheben. Die Innenseite der Rückwand ist mit einem Stern in Intarsienarbeit verziert.
Gedrechselte Holzfüße, zwei davon an der Unterseite der Glastür, sowie zwei Ösen an der Rückseite des Kastens lassen sowohl eine Verwendung als Wanduhr, als auch eine Aufstellung zu.
Stilistisch sind die Haagse Klokken der späten Renaissance zuzuordnen, ihre architektonische Ähnlichkeit zu einem Renaissanceportal, -altar oder -epitaph ist deutlich. Diese Ähnlichkeit ist der Grund für die Bezeichnung Pendule Religieuse für zeitgleich zu den Haagse Klokken in Paris gebaute, stilistisch sehr ähnliche und technisch identische Stockuhren.
Die Uhrwerke der Haagse Klokken sind, bedingt durch die bahnbrechende  Genauigkeitssteigerung und Regulierbarkeit durch Verwendung des Pendels, fast immer mit einem Minutenzeiger ausgestattet, der bei einigen Exemplaren allerdings für eine Umdrehung in zwei Stunden vorgesehen ist.
Das Schlagwerk ist in den meisten Fällen eine Zusatzeinrichtung, die von derselben Zugfeder wie das Gehwerk angetrieben wird. Bei späteren Exemplaren, ab ca. 1690, wurde das Schlagwerk als Zusatzwerk mit eigenem Antrieb gebaut. Gelegentlich findet sich ein separates Weckwerk in einer Ecke des Gehäuses. Alle Werke haben eine Schlossscheibe und Schlag auf eine Glocke, die meist oben auf dem Gehäuse, vom Giebel verdeckt, angebracht ist. Ebenfalls typisch ist eine auffällige, mit Gravuren verzierte Spindelbrücke in Laubsägearbeit.
Bekannte und produktive Hersteller waren neben Coster z. B. Johannes van Ceulen, Mitglieder der Uhrmacherfamilie Fromanteel, Bernard van der Cloesen, Johannes Tegelbergh und Pieter Visbagh.
Nach circa 1710 endete die Herstellung, da die Haagse Klok durch den Import von modischeren Pendulen und bracket clocks wohl nicht mehr konkurrenzfähig war.
Im Hessischen Landesmuseum Kassel und im Mathematisch-Physikalischen Salon in Dresden sind Haagse Klokken ausgestellt.